# نيلسون توماس بوتير جونيور
نيلسون توماس بوتير جونيور (بالإنجليزية: Nelson Thomas Potter, Jr.)‏ هو فيلسوف أمريكي، ولد في 22 سبتمبر 1939 في ماونت موريس في الولايات المتحدة، وتوفي في 12 مايو 2013 في لنكن في الولايات المتحدة.